# بای چونگشی
بای چونگشی (白崇禧؛ ۱۸ مارس ۱۸۹۳ – ۲ دسامبر ۱۹۶۶) از ژنرال‌های چینی ارتش انقلابی ملی جمهوری چین و از رهبران برجسته ملی‌گرای مسلمان چین بود.او از تبار هوئی و مسلمان بود. بای و متحد نزدیکش لی زونگرن به عنوان جنگسالاران محلی از میانهٔ دهه ۱۹۲۰ تا ۱۹۴۹ بر استان گوانگشی با قشون خود و خودمختاری سیاسی قابل توجه حکم می‌راندند. رابطهٔ او با چیانگ کای‌شک ذر زمان‌های گوناگون رقابتی و همکارانه بود. او از ۱۹۴۶ تا ۱۹۴۸ نخستین وزیر دفاع جمهوری چین بود. بای پس از شکست از کمونیست‌ها در سال ۱۹۴۹، به تایوان گریخت و در ۱۹۶۶ در آنجا درگذشت.